# Isak Jansson
Isak Jansson (31 januari 2002) is een Zweeds voetballer. Hij speelt als middenvelder. 

## Carrière
Isak Jansson begon met voetballen bij Skene IF. Op jonge leeftijd maakte hij daar al zijn debuut in het eerste elftal. Daarmee trok hij de aandacht van verschillende profclubs. Onder meer IFK Göteborg hengelde naar de diensten van Jansson, maar de keuze van de jonge middenvelder viel op Kalmar FF. In mei 2018 tekende hij daar een contract. Jansson sloot in eerste instantie aan bij het Onder 19-team van Kalmar, maar vanaf augustus 2019 maakt hij onderdeel uit van het eerste elftal. Niet veel later maakte hij zijn debuut. Als 17-jarige viel hij dertien minuten voor tijd in tijdens de wedstrijd tegen Malmö FF op 1 september 2019. Jansson kwam binnen de lijnen voor Nils Fröling. Kalmar verloor het duel met 5-0.
Op 28 juli 2022 tekende hij een contract bij het Spaanse FC Cartagena, een ploeg uit de Segunda División A.  Enkele dagen later werd duidelijk dat hij een driejarig contract ondertekend had.  Daardoor werd hij de eerste speler van Zweedse afkomst die de kleuren van de havenploeg verdedigde.  Zijn eerste officiële wedstrijd was de openingswedstrijd op 15 augustus 2022 tegen SD Ponferradina.  Hij viel in tijdens de vierenzeventigste minuut.  De thuiswedstrijd ging echter met 2-3 verloren.  Zijn eerste doelpunt scoorde hij op 3 november 2022. Tijdens de zesenzeventigste minuut kwam hij Mikel Rico vervangen en één minuut later scoorde hij het tweede doelpunt.  Het zou het beslissende doelpunt blijken tijdens de met 2-1 gewonnen thuiswedstrijd tegen Málaga.  Hij werd één van de belangrijke speler, die een mooie negende plaats in de competitie en de 1/16 finale van de beker tegen Villarreal CF behaalde.  Uiteindelijk speelde hij zevenentwintig competitie- en drie bekerwedstrijden.  Ook tijdens seizoen 2023-24 was hij een van de belangrijkste pionnen, totdat hij tijdens jaarwisseling uit de ploeg verdween.  Daarom werd hij na de wintermercado tot het einde van het seizoen uitgeleend aan Rapid Wenen.  De Oostenrijkse ploeg uit het hoogste niveau van het Oostentijkse voetbal, de Bundesliga, verkreeg ook een aankoopoptie.  Zijn debuut maakte hij op 11 februari 2024 tijdens de met 0-2 gewonnen uitwedstrijd bij Wolfsberger AC, waar hij in de tweeënzeventigste minuut inviel ter vervanging van Christoph Lang.  Zijn eerste doelpunt scoorde hij op 14 april 2024 tijdens het 1-1 gelijkspel thuis tegen SK Austria Klagenfurt. Op het einde van het seizoen lichtte de Oostenrijkse ploeg de optie en betaalde 250.000 EUR aan Cartagena. De speler tekende er een vierjarig contract.

## Clubstatistieken
| Seizoen     | Club          | Competitie         | Competitie | Competitie | Beker | Beker | Internationaal | Internationaal | Overig | Overig | Totaal | Totaal |
| Seizoen     | Club          | Competitie         | Wed.       | Dlp.       | Wed.  | Dlp.  | Wed.           | Dlp.           | Wed.   | Dlp.   | Wed.   | Dlp.   |
| ----------- | ------------- | ------------------ | ---------- | ---------- | ----- | ----- | -------------- | -------------- | ------ | ------ | ------ | ------ |
| 2019        | Kalmar FF     | Allsvenskan        | 1          | 0          | 0     | 0     | 0              | 0              | 0      | 0      | 1      | 0      |
| 2020        | Kalmar FF     | Allsvenskan        | 29         | 0          | 0     | 0     | 0              | 0              | 0      | 0      | 29     | 0      |
| 2021        | Kalmar FF     | Allsvenskan        | 24         | 6          | 0     | 0     | 0              | 0              | 0      | 0      | 24     | 6      |
| 2022        | Kalmar FF     | Allsvenskan        | 14         | 1          | 0     | 0     | 0              | 0              | 0      | 0      | 14     | 1      |
| Club totaal | Club totaal   | Club totaal        | 68         | 7          | 0     | 0     | 0              | 0              | 0      | 0      | 68     | 7      |
| 2022-2023   | FC Cartagena  | Segunda División A | 27         | 2          | 3     | 0     | 0              | 0              | 0      | 0      | 30     | 2      |
| 2023-2024   | FC Cartagena  | Segunda División A | 18         | 1          | 2     | 0     | 0              | 0              | 0      | 0      | 20     | 1      |
| Club totaal | Club totaal   | Club totaal        | 45         | 3          | 5     | 0     | 0              | 0              | 0      | 0      | 50     | 3      |
| 2023-2024   | -> Rapid Wien | Bundesliga         | 11         | 1          | 0     | 0     | 0              | 0              | 0      | 0      | 11     | 1      |
| 2024-2025   | Rapid Wien    | Bundesliga         | 0          | 0          | 0     | 0     | 0              | 0              | 0      | 0      | 0      | 0      |
| Club totaal | Club totaal   | Club totaal        | 11         | 1          | 0     | 0     | 0              | 0              | 0      | 0      | 11     | 1      |
| Totaal      |               |                    | 124        | 11         | 5     | 0     | 0              | 0              | 0      | 0      | 129    | 11     |

Bijgewerkt tot en met 24 maart 2024